# VII Programa Marco de Investigación y Desarrollo
El VII Programa Marco de Investigación y Desarrollo (VIIPM) fue el instrumento principal con el que contó la Unión Europea para financiar la investigación durante el periodo 2007-2013. El programa, aprobado por el Consejo Europeo el 18 de diciembre de 2006, contó con un presupuesto total de 50.521 millones de euros. También se destinaron 2.700 millones adicionales para el programa Euratom sobre investigación nuclear, que estuvo en marcha durante cinco años. 
El VIIPM se basó en los logros alcanzados por el VI Programa Marco de Investigación y Desarrollo y se ejecutó a través de cuatro programas específicos. El programa de Cooperación apoyó la investigación en cooperación en una serie de áreas temáticas específicas. El programa Ideas financió la investigación fundamental orientada por investigadores a través del Consejo Europeo de Investigación (CEI). El programa Personas apoyó la formación y el desarrollo profesional de los investigadores. El programa Capacidades apoyó la coordinación y el desarrollo de las infraestructuras de investigación, los grupos de investigación regional y la cooperación internacional, además de intensificar los vínculos entre la ciencia y la sociedad.
En 2014 el VIIPM fue sustituido por el programa Horizonte 2020.

## Proyectos

### DECARBit
DECARBit (abreviatura del inglés decarbonise it, "descarbonízalo") fue un proyecto europeo que pretendía hacer disminuir la acción del dióxido de carbono sobre la atmósfera mediante la captura y entierro del CO2. El proyecto fue coordinado por la organización independiente SINTEF, compañía de investigación noruega con amplia experiencia en el tratamiento del carbono. En el proyecto participarron 14 compañías de 8 países y contó con un presupuesto de más de 15 millones de euros.
DECARBit abordó la captura de CO2 por precombustión, es decir, que el carbono se capta en la central antes de su combustión en las calderas o turbinas (el paso en que se genera el CO2). Por ejemplo, los combustibles sólidos como el carbón se llevan a la sublimación, resultando gases de monóxido de carbono e hidrógeno. El CO se hace reaccionar con agua para producir CO2, que en este paso se captura y se almacena, quedando como único combustible el hidrógeno, que tiene la ventaja de que el único producto residual de su combustión es vapor de agua. El CO2 obtenido durante este proceso es almacenado y transportado, y finalmente inyectado en yacimientos de petróleo o gas agotados, donde facilitarían la recuperación de petróleo, o en acuíferos de gran profundidad, donde podría permanecer durante largos períodos de tiempo.

### Registered Nurse Forecasting
El proyecto de Investigación en Cuidados de Enfermería de ámbito europeo (Registered Nurse Forecasting, abreviadamente RN4CAST) tuvo por objetivo era mejorar los modelos de previsión y planificación de los recursos humanos en enfermería, estudiando cómo las condiciones laborales y las condiciones en que el personal de enfermería presta sus cuidados afectan a la captación y retención de las enfermeras, así como a los resultados de salud de los pacientes.
El proyecto se llevó a cabo entre enero de 2009 y diciembre de 2011 de forma simultánea en 11 Estados miembros de la Unión Europea (Alemania, Bélgica, España, Finlandia, Grecia, Países Bajos, Irlanda, Polonia, Reino Unido, Suecia) y Suiza, en otros tres países socios de la Unión en materia de cooperación internacional (Botsuana, China y Sudáfrica), y con la colaboración de Estados Unidos.
El proyecto en España perteneció al seno del Instituto de Salud Carlos III, su coordinación está a cargo de la Unidad de coordinación y desarrollo de la Investigación en Enfermería (Investén-isciii), cuya responsable, Teresa Moreno Casbas, fue la coordinadora científica del estudio en Europa. Este proyecto se realizó en colaboración con la Agencia de Calidad del Sistema Nacional de Salud, del Ministerio de Sanidad y Política Social, a través de su Plan de Calidad. Por su parte, Carmen Fuentelsaz Gallego, responsable de Investigación en Enfermería del Hospital Universitario Valle de Hebrón fue la coordinadora de la recogida de datos e investigadora principal de un proyecto de investigación cuya financiación, por parte del Fondo de Investigación Sanitaria (FIS), hizo posible la realización del trabajo de campo en el país. Dicho trabajo se realizó en 34 hospitales elegidos mediante selección aleatoria, y en 26 hospitales de adhesión voluntaria.

### SARISTU
El proyecto SARISTU (Smart Intelligent Aircraft Structures) buscaba reducir peso en las aeronaves y costes operacionales, así como mejorar el rendimiento de los aviones a través de la reducción de su resistencia aerodinámica y el ruido generado por la estructura.
El Consorcio del Proyecto SARISTU estaba compuesto por 64 socios de 16 países europeos. El proyecto de 4 años de duración (2011-2015) contó con un presupuesto de aproximadamente 51 millones de euros y fue liderado por Airbus.

### Servicio de Traducción Bologna
| Servicio de Traducción Bologna | Servicio de Traducción Bologna             |
| --- | ------------------------------------------ |
| Tipo | Proyecto piloto tipo B                     |
| Referencia | 270915                                     |
| Presupuesto | €3.16 mln (subvencionado: €1.58 mln)       |
| Duración | 1 de marzo de 2011 - 28 de febrero de 2013 |
| Participantes |                                            |
| - CrossLang NV (Bélgica) - Convertus AB (Suecia) - Applied Language Solutions (Reino Unido) - Koç University (Turquía) - Eleka Ingeniaritza Lingusitikoa, SL (España) |                                            |

El proyecto Servicio de Traducción Bologna empezó el 1 de marzo de 2011 y terminó el 28 de febrero de 2013. Su objetivo era proporcionar un servicio de traducción automática a las instituciones de enseñanza superior, específicamente adaptado para traducir programas de estudio y otra clase de información académica. Para lograr este objetivo las empresas participantes del proyecto desarrollaron sistemas de traducción automática basados en estadística en reglas, optimizados para el contenido educativo y académico. El consorcio responsable de poner en marcha el Servicio de Traducción Bologna estaba formado por 5 socios que desarrollaron su actividad en el área industrial y en el mundo académico.
En la primera fase el proyecto ofreció la traducción para los siguientes idiomas:
- desde español, francés, alemán, portugués, turco, finés, neerlandés a inglés
- desde inglés a chino.

### URB-Grade
| Socios |
| --- |
| El Programa URB-Grade contó con 9 socios de 3 Estados miembro de la Unión Europea: España, Dinamarca y Finlandia. Los socios del proyecto son instituciones educativas, centros tecnológicos, municipios y empresas privadas: - Alexandra Instituttet - Universidad Tecnológica de Tampere - IK4-Tekniker - Kalundborg Kommune - Ayuntamiento de Éibar - THT Control OY - FENIE Energía - SEAS NV - Telvent (Aurelius Group) |

El proyecto URB-Grade fue una iniciativa colaborativa de I+D+i en el área de la eficiencia energética a nivel de distrito. El proyecto trabajó para diseñar, desarrollar y validar una Plataforma de Apoyo a la toma de decisiones que permitiese a autoridades municipales y compañías de servicios tomar y ejecutar decisiones para mejorar un distrito y hacerlo más eficiente energéticamente, a un coste menor y para mejorar el comfort de sus residentes a partir de una información más completa y actualizada.
El URB-Grade se puso en marcha en noviembre de 2012 con una duración de 39 meses. La plataforma funcionó a partir de información recolectada de fuentes diversas como contadores inteligentes o sensores integrados, información de dominio público y datos obtenidos a través de encuestas. Todos estos datos fueron procesados usando técnicas de Procesamiento de Eventos Complejos (CEP en sus siglas inglesas) para generar información relevante que quedará disponible a través de la plataforma DaaS, una plataforma de servicio común basada en la nube.
Esta permitió a sus usuarios, principalmente autoridades municipales, gestionar sus distritos como si se tratase de un servicio, tomando para ello decisiones apoyadas en datos tomados en tiempo real además de los métodos de recopilación de datos gubernamentales tradicionales.
Tras una fase de diseño y desarrollo, el proyecto pasó a tres localizaciones piloto, donde tuvo lugar una recolección de datos bajo condiciones reales.
- El trabajo en la localización piloto de Barcelona se centró en zonas comerciales, trabajando con instaladores eléctricos y propietarios de comercios mediante la recogida de datos a través de smart meters o medidores inteligentes.
- El trabajo en la localización piloto de Kalundborg se centró en zonas residenciales, trabajando con compañías eléctricas y autoridades municipales a través de estudios etnográficos.
- El trabajo en la localización piloto de Éibar se centró en el alumbrado público trabajando a partir de los datos de la compañía eléctrica para permitir la toma de las decisiones más acertadas por parte de las autoridades municipales.[10]

### Voice
| Participantes |
| --- |
| - Innovation Agency for ICT and Media - General Directorate for Modernisation of the Valencian Government - Fundación Comunidad Valenciana - Región Europea - Gov2U - Europa Zentrum Baden-Württemberg - University of Koblenz-Landau - Eurosoc - Ministry of Food and Rural Affairs of Baden-Württemberg - Ministry of State Baden-Württemberg - Euroconsumo Comunidad Valenciana |

Voice fue un proyecto europeo, apoyado por parte de la Comisión Europea través del programa de eParticipation que establece una plataforma de Internet con el objetivo de promover el diálogo entre los ciudadanos de las regiones europeas y los políticos del parlamento Europeo, que hayan sido elegidos en dichas regiones. Las plataformas de Voice fueron lanzadas el 29 de septiembre de 2008, consideradas hasta el final de 2009 como experiencias pilotos.
La plataforma de Internet tuvo por objetivo promover el entendimiento mutuo entre los ciudadanos europeos y los políticos mejorando el acceso a asuntos relevantes y posibilitando a los ciudadanos interactuar con los políticos, a través de:
- La promoción del diálogo entre los ciudadanos y sus europarlamentarios en dos regiones de la Unión Europea (UE). El resultado fue la creación de dos plataformas personalizadas: una en la Comunidad Valenciana (España)[12] y otra en Baden-Wurtemberg (Alemania).[13] El propósito, al crear dos plataformas diferenciadas, era poder dirigirse a los ciudadanos en su propio idioma, con los diputados europeos de su región.
- Concentrar la participación a través de las plataformas en el campo de la protección al consumidor, que aborda cuestiones que afectan a los ciudadanos en su día a día (por ejemplo: nutrición, energía, telecomunicaciones, seguridad de juguetes). En este sentido, Meglena Kuneva, en ese entonces Comisaria Europea de consumo, expuso que había «más de 490 millones de consumidores en Europa» y que su gasto representaba «más de la mitad del producto interno bruto de la UE».[14] Esto subraya el hecho de que los consumidores son actores clave en la economía europea.

La plataforma digital fue creada a través de la personalización de Gov2DemOSS, una plataforma ya probada que proporciona un mecanismo de interacción para los ciudadanos con sus autoridades locales. Permite a las instituciones y a las organizaciones mantener a su público informado, evaluar la opinión pública, y eventualmente interactuar con sus electores así como involucrarlos en el proceso de toma de decisión.
Con el uso de herramientas de comunicación como blogs y forums online, la plataforma facilitó un diálogo entre los ciudadanos y los representantes elegidos al nivel europeo. Además por primera vez, hubo una subdivisión regional, una plataforma aplicada a la región Baden-Wurtemberg (Alemania) y otra plataforma a la región de la Comunidad Valenciana en España.

## Programa marco para la competitividad y la innovación (CIP)
El Programa marco para la competitividad y la innovación (CIP) es un programa de la Unión Europea dirigido a las pequeñas y medianas empresas (PYME) fomentando la implantación y uso de las tecnologías de la información y la comunicación (TIC) y el desarrollo de la sociedad de la información. Apoya las actividades innovadoras facilitando su financiación y servicios de apoyo a las empresas.
El Programa CIP se ha desarrollado de 2007 a 2013 con un presupuesto total de 3.621 millones de euros. Entre sus fines, ha promovido el uso de las energías renovables y la eficiencia energética, contando con tres programas operativos:
- Programa para la iniciativa empresarial y la innovación
- Programa de apoyo a la política de tecnologías de la información y la comunicación
- Programa «Energía Inteligente - Europa»